# Esqui cross-country nos Jogos Olímpicos de Inverno de 2010 - Revezamento 4x10 km masculino
O revezamento 4x10 km masculino do esqui cross-country nos Jogos Olímpicos de Inverno de 2010 ocorreu no dia 24 de fevereiro no Parque Olímpico de Whistler.

## Medalhistas
|  | SWE Suécia                                                      |  | NOR Noruega                                                           |  | CZE Chéquia                                      |
|  | Daniel Rickardsson Johan Olsson Anders Södergren Marcus Hellner |  | Martin Johnsrud Sundby Odd-Bjørn Hjelmeset Lars Berger Petter Northug |  | Martin Jakš Lukáš Bauer Jiří Magál Martin Koukal |

## Resultados
| Pos.              | Nº | País                                                                                   | Tempo                                     | Diferença |
| ----------------- | -- | -------------------------------------------------------------------------------------- | ----------------------------------------- | --------- |
| Medalha de ouro   | 6  | SWE Suécia Daniel Rickardsson Johan Olsson Anders Södergren Marcus Hellner             | 1:45:05.4 27:57.9 27:55.2 24:35.2 24:37.1 | +0.00     |
| Medalha de prata  | 1  | NOR Noruega Martin Johnsrud Sundby Odd-Bjørn Hjelmeset Lars Berger Petter Northug      | 1:45:21.3 27:59.9 28:27.5 24:38.4 24:15.5 | +15.9     |
| Medalha de bronze | 11 | CZE República Checa Martin Jakš Lukáš Bauer Jiří Magál Martin Koukal                   | 1:45:21.9 28:22.4 27:36.4 24:34.8 24:48.3 | +16.5     |
| 4                 | 9  | FRA França Jean-Marc Gaillard Vincent Vittoz Maurice Manificat Emmanuel Jonnier        | 1:45:26.3 27:56.7 28:03.6 24:31.5 24:54.5 | +20.9     |
| 5                 | 3  | FIN Finlândia Sami Jauhojärvi Matti Heikkinen Teemu Kattilakoski Ville Nousiainen      | 1:45:30.3 27:55.6 28:32.3 24:37.1 24:25.3 | +24.9     |
| 6                 | 2  | GER Alemanha Jens Filbrich Axel Teichmann René Sommerfeldt Tobias Angerer              | 1:45:49.4 27:58.3 28:22.6 24:43.7 24:44.8 | +44.0     |
| 7                 | 5  | CAN Canadá Devon Kershaw Alex Harvey Ivan Babikov George Grey                          | 1:47:03.2 28:23.8 28:21.3 24:33.5 25:44.6 | +1:57.8   |
| 8                 | 13 | RUS Rússia Nikolay Pankratov Petr Sedov Alexander Legkov Maxim Vylegzhanin             | 1:47:04.7 28:33.4 28:07.4 24:56.9 25:27.0 | +1:59.3   |
| 9                 | 4  | ITA Itália Valerio Checchi Giorgio Di Centa Pietro Piller Cottrer Cristian Zorzi       | 1:47:16.6 28:22.1 28:34.3 24:39.8 25:40.4 | +2:11.2   |
| 10                | 7  | SUI Suíça Toni Livers Curdin Perl Remo Fischer Dario Cologna                           | 1:47:57.2 28:20.7 28:26.7 25:35.1 25:34.7 | +2:51.8   |
| 11                | 10 | KAZ Cazaquistão Sergey Cherepanov Alexey Poltaranin Yevgeniy Velichko Nikolay Chebotko | 1:49:49.1 28:36.1 27:45.2 26:38.3 26:49.5 | +4:43.7   |
| 12                | 14 | SVK Eslováquia Martin Bajčičák Ivan Bátory Michal Malak Peter Mlynár                   | 1:49:52.0 28:21.2 28:28.7 25:49.6 27:12.5 | +4:46.6   |
| 13                | 12 | USA Estados Unidos Andrew Newell Torin Koos Garrott Kuzzy Simi Hamilton                | 1:51:27.7 28:37.9 30:01.5 25:49.6 26:58.7 | +6:22.3   |
| 14                | 8  | EST Estônia Algo Kärp Jaak Mae Aivar Rehemaa Kaspar Kokk                               | 1:51:41.2 29:54.6 28:43.4 25:50.0 27:13.2 | +6:35.8   |

Legenda
| Recorde mundial      | Recorde mundial (World record)               |                       | Recorde africano                      | Recorde africano (African) |                                           | Q | Classificado por posição (Qualified) |
| Recorde olímpico     | Recorde olímpico (Olympic record)            | Recorde da América    | Recorde da América (Americas)         | q                          | Classificado por melhor tempo (Qualified) |   |                                      |
| Melhor marca do ano  | Melhor marca do ano (World leading)          | Recorde asiático      | Recorde asiático (Asian)              | DNS                        | Não largou (Did not start)                |   |                                      |
| Recorde nacional     | Recorde nacional (National record)           | Recorde europeu       | Recorde europeu (European)            | DNF                        | Não terminou (Did not finish)             |   |                                      |
| Recorde pessoal      | Recorde pessoal do atleta (Personal best)    | Recorde da Oceania    | Recorde da Oceania (Oceania)          | DSQ / DQ                   | Desclassificado (Disqualified)            |   |                                      |
| Recorde da temporada | Recorde da temporada do atleta (Season best) | Recorde sul-americano | Recorde sul-americano (South America) | NM                         | Sem marca (No mark)                       |   |                                      |